# Sunnyside-Tahoe City
Sunnyside-Tahoe City is een census-designated place in de Amerikaanse staat Californië. Het Census Bureau combineert hiermee de dorpen Tahoe City en Sunnyside in Placer County. Beide dorpen liggen op de westelijke oever van het grote bergmeer Lake Tahoe. Volgens de volkstelling van 2010 woonden er 1557 mensen in het 8,8 km² grote gebied.
In Tahoe City kruisen de California State Route 89 en State Route 28, waardoor de plek een lokaal commercieel en toeristisch centrum is. De SR 89 leidt in westelijke richting naar het grote skigebied Squaw Valley. Ook in Tahoe City zelf is een (klein) skigebied, Granlibakken. Verder zijn er in Tahoe City en Sunnyside verschillende hotels, openbare parken en recreatiegebieden, een golfterrein, een jachthaven, en meerdere privédomeinen met villa's en appartementen aan het water.
In Tahoe City is de enige plaats waar water uit Lake Tahoe stroomt. De Lake Tahoe-dam in de Truckee aan de oever van het meer reguleert het waterpeil.

## Demografie
In 2010 woonden er 1557 mensen in Sunnyside-Tahoe City. In 2000 bedroeg het inwonertal nog 1761. De bevolking is voor 95% blank.